# موریس زالتاو
موریس زالتاو (به انگلیسی: Maurice Zolotow، ۲۳ نوامبر ۱۹۱۳ –  ۱۴ مارس ۱۹۹۱) یک زندگی‌نامه‌نویس اهل ایالات متحده آمریکا بود.  او مقاله‌های مجلات و کتاب می‌نوشت. مقاله‌های او در نشریه‌هایی مانند لایف، کولیرز ویکلی، ریدرز دایجست، لوک، لس آنجلس و نشریه‌های زیاد دیگری چاپ می‌شدند. کتاب وی مریلین مونرو نخستین کتابی است که دربارهٔ این بازیگر نوشته شده‌است و تنها کتابی است که پیش از مرگ مونرو منتشر شد.